# Алберацо (Ферара)
Алберацо (итал. Alberazzo) је насеље у Италији у округу Ферара, региону Емилија-Ромања.
Према процени из 2011. у насељу је живело 60 становника. Насеље се налази на надморској висини од -1 м.